# Sint-Jan-Evangelistkerk (Elshout)
De kerk van Sint-Johannes Evangelist of Sint-Jan Evangelist is de rooms-katholieke parochiekerk van de Noord-Brabantse plaats Elshout in de gemeente Heusden. De schutspatroon van de kerk is de evangelist Johannes.
In de kerk bevindt zich het beeld van Onze-Lieve-Vrouw van Elshout, de Wonderbare Moeder, dat al eeuwen als bedevaartsobject wordt bezocht en eerder in de Mariakapel Wonderbare Moeder stond.
Deze kerk dateert uit 1878 en werd in neogotische stijl ontworpen door de Tilburgse architect H.J. van Tulder.
Op 15 april 1878 legde pastoor Q. van den Bogaart de eerste steen van de kerk, die voor 55.000 gulden werd gebouwd door de aannemer Lambert de Rooy uit Den Haag. Op 24 april 1879, verleende de bisschop van Bisdom 's-Hertogenbosch, Adrianus Godschalk, aan de pastoor machtiging de kerk in te zegenen volgens de ritus van het Rituale Roman urn servatis servandis en op 1 mei daaropvolgend droeg de prelaat van de Abdij van Berne, Adrianus Ceelen, de eerste plechtige Heilige Mis op. Op 16 april 1883 ten slotte werd de nieuwe kerk door Mgr. Godschalk plechtig geconsacreerd.
Voor 14.000 gulden liet pastoor Spierings in 1899 een bij deze kerk passende pastorie bouwen.
In deze kerk zijn nog enkele kunstvoorwerpen te vinden die gemaakt en ontworpen zijn door de beeldhouwer Hendrik van der Geld, welke in Elshout is geboren. Het linker zijaltaar bevat een 14e-eeuws Mariabeeldje en is gewijd aan de Wonderbare Moeder. Het rechter zijaltaar is gewijd aan de Heilige Martelaren van Gorcum. Hun resten zijn in 1617 opgegraven te Brielle en naar het kasteel van Oud-Heusden gebracht. Omstreeks 1690 werden deze relieken geplaatst in de in 1688 gereedgekomen schuurkerk van Elshout. Al spoedig ergerden de protestantse autoriteiten zich aan de nieuwe heyligen jaardach die voortaan op 9 juli werd gevierd. Deze droevige klachten omtrent de exorbitante stoutigheden en nieuwigheden van de papisten onder de Heerlijkheid van Oudheusden met het vieren van een nieuwen Heiligen-jaardag (...) ingesteld ter eere van de Martelaren van Gorcum werden doorgeleid aan de Gereformeerde Synode van Zuid-Holland, en deze maande de Heer van Oud-Heusden om de verering te doen beëindigen en de katholieke drost van Oud-Heusden af te zetten. Hoe dit alles is afgelopen is niet bekend. In 1876 vervaardigde Hendrik van der Geld voor de nieuwe kerk een eikenhouten altaarstuk en hier werden de relieken in opgenomen. Het stuk toont episoden uit het martelaarschap van de Gorcumse monniken.
In oktober 1944 hebben kerk en pastorie aan grote gevaren blootgestaan, maar terwijl kerk en pastoorswoning van diverse parochies in de omgeving ernstig beschadigd of verwoest werden, bleven kerk en pastorie in Elshout gespaard. De ingesnoerde naaldspits is op het omringende platteland een goed oriëntatiepunt.
Op 30 september 1945 werd de parochie Oudheusden, Elshout & Hulten gereorganiseerd en opgesplitst. Er kwam een zelfstandige parochie Elshout. Oud-Heusden ging deel uitmaken van de parochie Heusden, terwijl Hulten bij Drunen werd gevoegd. De Wolfshoek werd aan Elshout toegevoegd.
Op 1 januari 2007 werden de parochies van Elshout en Drunen samengevoegd tot de parochie Drunen-Elshout.